# Велда-Сіті (Міссурі)
Велда-Сіті (англ. Velda City) — місто (англ. city) в США, в окрузі Сент-Луїс штату Міссурі. Населення — 1188 осіб (2020).

## Географія
Велда-Сіті розташована за координатами 38°41′39″ пн. ш. 90°17′36″ зх. д. / 38.69417° пн. ш. 90.29333° зх. д. (38.694069, -90.293434).  За даними Бюро перепису населення США в 2010 році місто мало площу 0,42 км², уся площа — суходіл.

## Демографія
Згідно з переписом 2010 року, у місті мешкало 1420 осіб у 578 домогосподарствах у складі 363 родин. Густота населення становила 3351 особа/км².  Було 654 помешкання (1543/км²).
Расовий склад населення:
| - 95,4 % — чорних або афроамериканців - 3,0 % — білих - 0,1 % — корінних американців - 0,1 % — азіатів |

До двох чи більше рас належало 1,1 %. Частка іспаномовних становила 0,5 % від усіх жителів.
За віковим діапазоном населення розподілялося таким чином: 25,7 % — особи молодші 18 років, 59,7 % — особи у віці 18—64 років, 14,6 % — особи у віці 65 років та старші. Медіана віку мешканця становила 37,0 року. На 100 осіб жіночої статі у місті припадало 77,3 чоловіків;  на 100 жінок у віці від 18 років та старших — 68,3 чоловіків також старших 18 років.
Середній дохід на одне домашнє господарство  становив 42 304 долари США (медіана — 34 293), а середній дохід на одну сім'ю — 50 867 доларів (медіана — 39 063). Медіана доходів становила 26 630 доларів для чоловіків та 34 922 долари для жінок. За межею бідності перебувало 17,0 % осіб, у тому числі 22,2 % дітей у віці до 18 років та 13,1 % осіб у віці 65 років та старших.
Цивільне працевлаштоване населення становило 493 особи. Основні галузі зайнятості: освіта, охорона здоров'я та соціальна допомога — 24,3 %, роздрібна торгівля — 18,7 %, мистецтво, розваги та відпочинок — 12,8 %, науковці, спеціалісти, менеджери — 11,8 %.